# Paramantis natalensis
Paramantis natalensis es una especie de mantis de la familia Mantidae.

## Distribución geográfica
Se encuentra en Angola, Etiopía, Camerún, Kenia, Congo, Zimbabue, Tanzania y Natal en (Sudáfrica).